# Listes de chiens
Listes de chiens recensées :
- Liste de chiens célèbres
  - Liste de gagnants de Crufts (en)
  - Liste de gagnants du Westminster Kennel Club Dog Show (en)
  - Liste de Labrador Retrievers (en)
  - Liste des plus vieux chiens
  - Animaux domestiques des présidents des États-Unis
- Liste de chiens de fiction
- Liste de types de chiens (en)
- Liste des races de chiens
  - Listes de races de chiens de combat (en)
  - Liste de races de type Mastiff (en)
  - Chiens des États-Unis (en)